# ももこの話
『ももこの話』は、漫画家・さくらももこが小学生時代のエピソードを中心に綴ったエッセイ『あのころ』三部作の第三作。1998年7月に集英社から刊行され、のちに2006年3月25日に集英社文庫により文庫化。なお、企画段階では『みてたよ』のタイトルで検討されていた（前作・前々作と合わせて『あのころ ゆめばかり みてたよ』とする計画）。

## 収録内容
食欲のない子供
小学生時代あまり食欲のない子供だったさくらが、母親にマカロニグラタンを作ってもらった話。
風呂で歌をうたう
子供の頃のさくらが、一緒に風呂に入ったヒロシから頼まれて当時の流行歌を教えた話。
忘れ物をする
忘れ物が多かったさくらが、忘れ物をするたび母から注意されていた話。
寒さの思い出
さくらが小学生時代のさくら家には暖房器具が茶の間のこたつしかなく、冬のある日さくらが母親に不満を述べた話。
かきぞめの宿題
冬休みの宿題である書き初めを後回しにしていたさくらが、休みの最終日になって慌てて書くことになりてんてこ舞いする話。
いしやきいも
さくらが幼い頃から強い憧れを持っていた、焼き芋屋の石焼き芋の話。
ガーデニングへのあこがれ
子供の頃のさくらが、自宅の2階の物干し場や小さな庭で行った園芸の話。
バレンタインデーのこと
小学校5年生頃のさくらが、生まれて初めてバレンタインデー(女性が男性にチョコレートを贈る日)というイベントがあることを知った時の話。
目立つ少年と地味な少女
漫画を読んだり描いたりしていた地味な少女(さくら)と、同級生でクラスの人気者だった目立つ少年(『ちびまる子ちゃん』の長谷川健太)の小学生の頃からその後お互いに夢を叶えるまでの話。
おとうさんのタバコ
さくらの父・ヒロシとのタバコの思い出や大人になって愛煙家となったさくらのタバコにまつわる話。
紙しばい屋
さくらが子供の頃に時々地元にやって来た紙しばい屋の話。
暑さのこと
夏の暑さが苦手なさくらの暑さしのぎの方法。
きもだめしの計画
小学2年生のさくらが、近所の寺の墓地で友人の1人と肝試しすることになった話。
フェスタしずおか
静岡市の夏祭りイベントである「フェスタしずおか」の有名歌手たちによるミニコンサートを見に、小学3年生のさくらが姉と父と一緒に行く話。
春の小川の思い出
小学6年生のさくらが、親友のたまちゃんと“かねやん”というもう1人の友人と自転車で小川にメダカを取りに行く話と、中学卒業直後の春にさくらが遠くの小川に電車で行った話。
あとがき
1998年の1月に本作『ももこの話』の執筆依頼を受けたさくらが2月時点で半分を仕上げた後、締切の10日前になって「前作(『まる子だった』)より締切日が早いことに気づいた話。

## 書誌情報
- 単行本：1998年07月発売、集英社、ISBN 978-4-08-775237-3
- 文庫本：2006年03月25日発売、集英社文庫、ISBN 978-4-08-746021-6
  - 装画・さくらももこ、デザイン及び本文デザイン・祖父江慎＋吉岡秀典（cozfish）